# Глозель

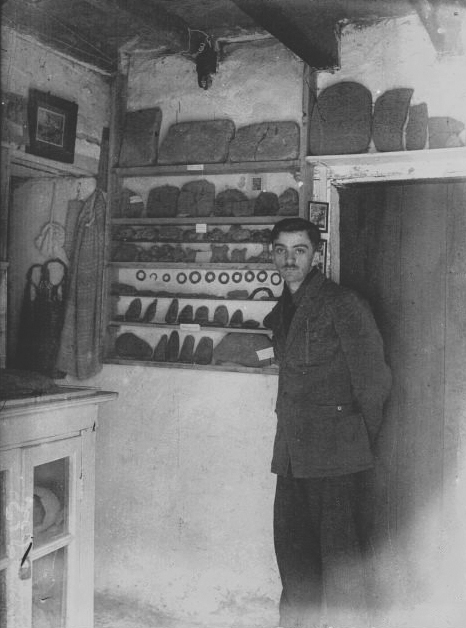
Первооткрыватель Эмиль Фраден (1906—2010) в организованном им музее в Глозеле (снимок ок. 1926)

Глозе́ль (фр. Glozel) — селение во французской коммуне Ферьер-сюр-Сишон (в 30 км от города Виши) в департаменте Алье региона Овернь, где в 1924 году были найдены глиняные таблицы с алфавитными письменами, ошибочно приуроченными к неолиту и даже к палеолиту. Во время раскопок, продолжавшихся до 1930 года, было обнаружено более 3000 артефактов, включая глиняные таблички, скульптуры и вазы, на многих из которых были начертаны символы или буквы.
Уже первая находка вызвала сенсацию. Однако впоследствии глозельские таблицы, которые — в случае их подлинности — могли бы служить доказательством изобретения алфавита в Западной Европе (а не в Восточном Средиземноморье), посчитали за подложные.
В 1995 году французское Министерство культуры опубликовало отчёт, в котором оценивалось, что поле находок датируется в основном средневековьем, хотя на нём много предметов железного века. В отчёте также сделан вывод о том, что в неустановленную дату это место было заполнено подделками, но виновники этого остались неизвестными.

## Глозельские таблицы

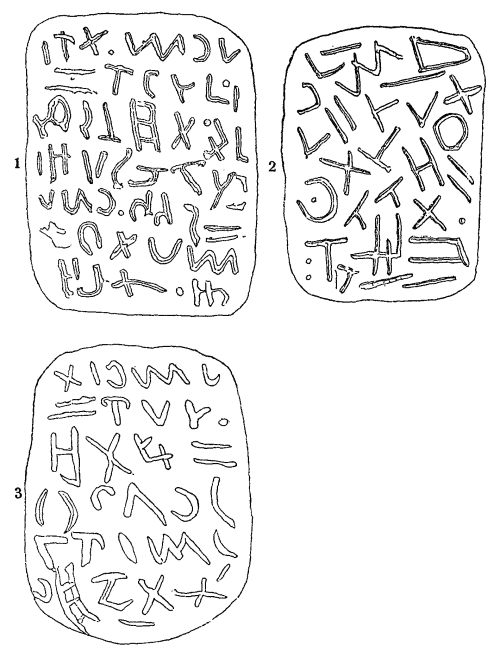
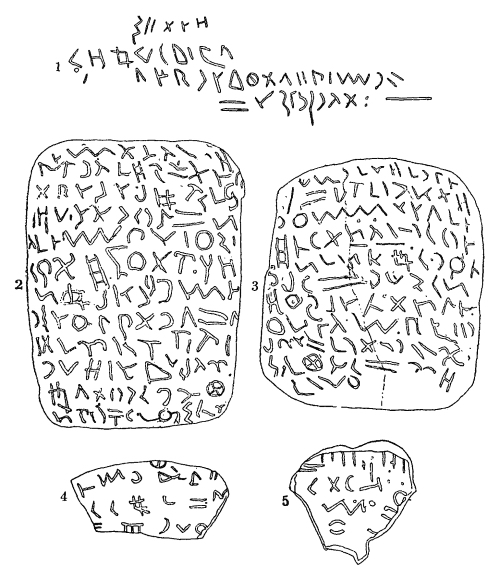
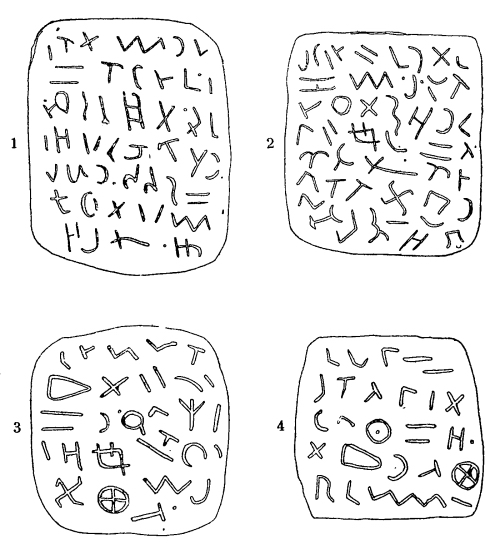
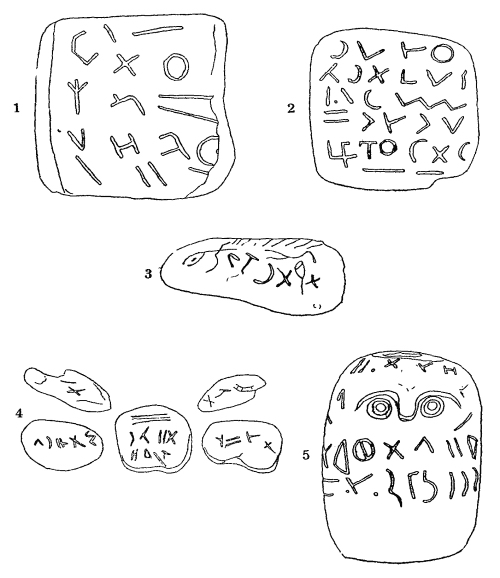
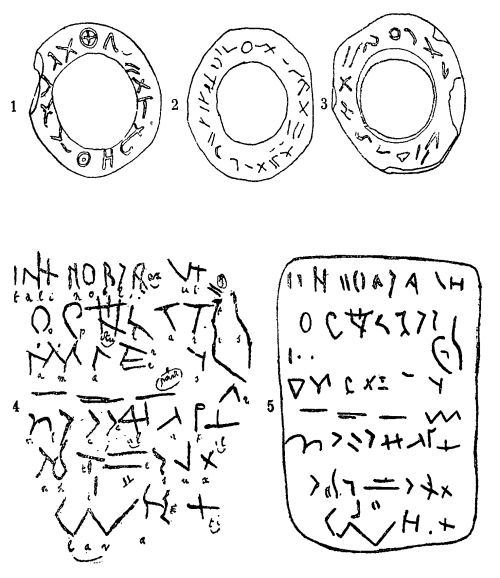